# Duninowo (gmina)
Duninowo – dawna gmina wiejska istniejąca w latach 1945–1954 i 1973–1976 w woj. gdańskim, szczecińskim, koszalińskim i słupskim (dzisiejsze woj. pomorskie). Siedzibą władz gminy było Duninowo.
Gmina Duninowo powstała po II wojnie światowej (1945) na terenie tzw. Ziem Odzyskanych (tzw. III okręg administracyjny – Pomorze Zachodnie). 25 września 1945 gmina – jako jednostka administracyjna powiatu słupskiego – została powierzona administracji wojewody gdańskiego, po czym z dniem 28 czerwca 1946 została przyłączona do woj. szczecińskiego. 6 lipca 1950 gmina wraz z całym powiatem słupskim weszła w skład nowo utworzonego woj. koszalińskiego.
Według stanu z 1 lipca 1952 gmina składała się z 7 gromad: Duninowo, Lędowo, Możdżanowo, Pęplino, Starkowo, Wodnica i Zaleskie. Gmina została zniesiona 29 września 1954 wraz z reformą wprowadzającą gromady w miejsce gmin.
Jednostkę reaktywowano 1 stycznia 1973 w tymże powiecie i województwie. 1 czerwca 1975 gmina weszła w skład nowo utworzonego woj. słupskiego. 1 lipca 1976 gmina została zniesiona, a jej obszar przyłączony do nowo utworzonej gminy Ustka.